# 8900 AAVSO
A 8900 AAVSO (ideiglenes jelöléssel 1995 UD2) a Naprendszer kisbolygóövében található aszteroida. Dennis di Cicco fedezte fel 1995. október 24-én.